# 7508 Іке
7508 Іке (7508 Icke) — астероїд головного поясу, відкритий 16 жовтня 1977 року.
Тіссеранів параметр щодо Юпітера — 3,318.